# Дом академиков (Москва)
Дом академиков (Москва,  с 1939 года) — жилой дом в Москве (район Якиманка), расположенный по адресу: Большая Калужская улица (современный Ленинский проспект), дом 13.

## История
Дом для сотрудников и членов Академии наук СССР начали строить в 1937 году.
В 1939 году в готовые секции стали заселять жильцов, однако в строящейся части здания вспыхнул сильный пожар, уничтоживший внутренние конструкции и всю отделку. Сгоревшую часть дома восстановили и заселили лишь в послевоенное время.

## Архитектура
Построен по проекту архитектора А. В. Щусева.
Согласно замыслам А. В. Щусева, этот дом представлял собой лишь южную часть обширного жилого комплекса, который так и не был реализован.
Архитектура характеризуется спокойным чередованием балконов и лоджий на главном фасаде. В центре здания расположена высокая арка, ведущая во двор.

## Известные жильцы
В доме жили многие научные деятели СССР, среди них:
- Красильников, Николай Александрович — микробиолог[3]
- Юдин, Павел Фёдорович — философ[4]
- Готье, Юрий Владимирович — историк[5],
- Найда, Сергей Фёдорович —  советский и российский военный историк, доктор исторических наук, профессор. Генерал-майор береговой службы[6],
- Гамалея, Николай Фёдорович — врач
- Имшенецкий, Александр Александрович — микробиолог[7]
- Чуханов, Зиновий Фёдорович — теплотехник[8]
- Чижевский, Николай Прокопьевич — металлург[9]

математики
- Тихонов, Андрей Николаевич[10]
- Понтрягин, Лев Семёнович
- Петровский, Иван Георгиевич
- Четаев, Николай Гурьевич[11]
- Кибель, Илья Афанасьевич
- Хинчин, Александр Яковлевич[12]

химики
- Тананаев, Иван Владимирович[13]
- Топчиев, Александр Васильевич[14]
- Казанский, Борис Александрович[15]
- Шемякин, Михаил Михайлович[16]
- Уразов, Георгий Григорьевич[17]

геологи
- Обручев, Владимир Афанасьевич
- Обручев, Владимир Владимирович
- Фёдоров, Евгений Константинович[18]

биохимики
- Парнас, Яков Оскарович
- Энгельгардт, Владимир Александрович

физики
- Агеев, Николай Владимирович[19]
- Капица, Сергей Петрович
- Векслер, Владимир Иосифович[20]
- Введенский, Борис Алексеевич[21]
- Чудаков, Александр Евгеньевич[22]
- Петров Георгий Иванович

Одну из квартир занимал и сам автор проекта — академик Алексей Щусев.
В доме также жили военачальники — Маршал Советского Союза В. И. Чуйков, генерал-полковник инженерных войск А. Ф. Хренов, государственный деятель М. Б. Храпченко.

## Память
На доме установлено несколько мемориальных плит, барельефов и табличек[уточнить].